# 1914 a jogalkotásban
1914-ben az alábbi jogszabályokat alkották meg:

## Magyarország

### Törvények
- 1914. évi I. törvénycikk Az 1914. év első felében viselendő közterhekről és fedezendő állami kiadásokról
- 1914. évi II. törvénycikk A külkereskedelmi és külforgalmi viszonyok ideiglenes rendezéséről
- 1914. évi III. törvénycikk Az 1884:IV. tc. által Szeged sz. kir. városban felállitott középitészeti tanács hatáskörének újabb meghosszabbitásáról
- 1914. évi IV. törvénycikk A m. kir. állami számvevőszék szervezetének módositásáról
- 1914. évi V. törvénycikk A Magyarország és Horvát-Szlavon-Dalmátországok között létrejött pénzügyi egyezmény becikkelyezéséről szóló 1906. évi X. törvénycikk hatályának meghosszabbitásáról
- 1914. évi VI. törvénycikk Az állami, törvényhatósági, viczinális és községi közutakon az 1913. évi árvizek által okozott rongálások következtében végrehajtandó helyreállitási, valamint épitési munkálatok költségeinek fedezéséről
- 1914. évi VII. törvénycikk Az Ogulintól Knin irányában létesitendő államvasuti vonal megépitéséről szóló 1912. évi XLVIII. törvénycikk 4. §-ának módositásáról
- 1914. évi VIII. törvénycikk A közös haderő fentartásához szükséges ujonczlétszámnak és a honvédség fentartásához szükséges ujonczjutaléknak új megállapitásáról
- 1914. évi IX. törvénycikk Az 1912. évi XXXI törvénycikk 5. és 12. §-ainak módositásáról
- 1914. évi X. törvénycikk Az 1914. évre kiállitandó ujonczok megajánlásáról
- 1914. évi XI. törvénycikk A budapesti kir. törvényszéknél, a hozzátartozó kir. járásbíróságoknál és a budapesti kir. kereskedelmi és váltótörvényszéknél a bírói és a bírósági hivatalnoki állások számának felemeléséről
- 1914. évi XII. törvénycikk A m. kir. állami vasgyárak vasérczszükségletének biztosítása érdekében teendő némely intézkedésekről
- 1914. évi XIII. törvénycikk Az esküdtbíróság előtti eljárásra és a semmisségi panaszra vonatkozó rendelkezések módosításáról
- 1914. évi XIV. törvénycikk A sajtóról
- 1914. évi XV. törvénycikk Az országgyűlési képviselőválasztó-kerületek számának és székhelyének megállapitásáról
- 1914. évi XVI. törvénycikk A Londonban 1912. évi július hó 5-én kötött "Nemzetközi radiotelegraf-egyezmény" beczikkelyezéséről
- 1914. évi XVII. törvénycikk A vasúti szolgálati rendtartásról
- 1914. évi XVIII. törvénycikk Egyes vízrendező társulatoknak adandó előlegekről, illetőleg segélyről
- 1914. évi XIX. törvénycikk A bosnyák-herczegovinai vasuthálózat kiegészítéséről
- 1914. évi XX. törvénycikk Az Adria Magyar Királyi Tengerhajózási Részvénytársasággal kötendő szerződés beczikkelyezéséről
- 1914. évi XXI. törvénycikk A Magyar-Horvát Tengeri Gőzhajózási Részvénytársasággal kötendő szerződés becikkelyezéséről
- 1914. évi XXII. törvénycikk A Magyar Királyi Folyam- és Tengerhajózási Részvénytársasággal kötendő szerződés becikkelyezéséről
- 1914. évi XXIII. törvénycikk A Magyar Keleti Tengerhajózási Részvénytársasággal fiume-ausztráliai járatok fentartása iránt kötendő szerződés becikkelyezéséről
- 1914. évi XXIV. törvénycikk A Magyar Keleti Tengerhajózási Részvénytársasággal galac-konstantinápolyi magyar hajójáratok fentartása iránt kötendő szerződés becikkelyezéséről
- 1914. évi XXV. törvénycikk Az 1881:XLI. törvénycikk módosításáról és kiegészítéséről a tengerparti területek kisajátítása végett
- 1914. évi XXVI. törvénycikk Gróf Pabienitzi Woracziczky Jánosnak az örökös főrendiházi tagság jogával való felruházásáról
- 1914. évi XXVII. törvénycikk Az 1914/15. évi állami költségvetésről
- 1914. évi XXVIII. törvénycikk Az 1913. évi szeptember hó 2. napján Svájccal kötött választott bírósági egyezmény becikkelyezése tárgyában
- 1914. évi XXIX. törvénycikk A szond-hódsági helyi érdekű vasútvonal engedélyezése tárgyában
- 1914. évi XXX. törvénycikk A Magyar Földhitelintézet által engedélyezendő vizszabályozási és talajjavítási kölcsönökről és némely hitelintézetek zálogleveleinek adómentességéről szóló 1889. évi XXX. tc. kiegészítéséről és módosításáról
- 1914. évi XXXI. törvénycikk Az 1910. évi közösügyi zárszámadásra alapított végleges leszámolás szerint Magyarország terhére mutatkozó tartozás fedezéséről, továbbá az 1912-1913. évi közösügyi kiadásokra Magyarország által pótlólag fizetendő összegekről
- 1914. évi XXXII. törvénycikk A budapesti m. kir. államrendőrség főkapitánysági hivatalainak kibővítéséhez szükséges ingatlanok megszerzéséről
- 1914. évi XXXIII. törvénycikk A körös-belovár-verőcze-barcsi helyi érdekű vasúthálózatra újabb egységes engedélyokirat kiadása tárgyában
- 1914. évi XXXIV. törvénycikk A polgári perrendtartásról szóló 1911:I. törvénycikk életbelépésének meghatározásáról
- 1914. évi XXXV. törvénycikk Az ítélőbírói és az ügyvédi képesítéshez szükséges utólagos gyakorlatra, valamint a társasbíróság előtti ügyvédi képviseletre vonatkozó rendelkezések kiegészítéséről
- 1914. évi XXXVI. törvénycikk A nem állami tanárok, - felső nép- és polgári iskolai, valamint gyógypedagógiai tanítók, - s azok özvegyeinek és árváinak ellátásáról
- 1914. évi XXXVII. törvénycikk A török beviteli értékvámok felemeléséhez való hozzájárulásról
- 1914. évi XXXVIII. törvénycikk Az állami szabályozás alá nem eső folyók kártételei ellen teljesítendő munkákról és e munkákra nyujtandó segélyekről
- 1914. évi XXXIX. törvénycikk A debreczen-nyírbátori helyi érdekű vasút részvénytársaság vasútvonalaira egységes engedélyokirat kiadása tárgyában
- 1914. évi XL. törvénycikk A hatóságok büntetőjogi védelméről
- 1914. évi XLI. törvénycikk A becsület védelméről
- 1914. évi XLII. törvénycikk Az osztrák birodalmi tanácsban képviselt királyságokkal és országokkal a kölcsönös végrehajtási jogsegély szabályozása tárgyában kötött szerződés becikkelyezéséről
- 1914. évi XLIII. törvénycikk A törvénykezési illetékről
- 1914. évi XLIV. törvénycikk Az 1911. évi közösügyi zárszámadásra alapított végleges leszámolás szerint Magyarország terhére mutatkozó tartozás fedezéséről, továbbá az 1914. első félévi közösügyi kiadásokra Magyarország által pótlólag fizetendő összegekről
- 1914. évi XLV. törvénycikk A mozgósitás esetén bevonultak gyámol nélküli családjainak segélyezését szabályozó 1882. évi XI. törvénycikk kiegészítése és némely rendelkezésének módosítása tárgyában
- 1914. évi XLVI. törvénycikk A hadsegélyezés czéljaira a jövedelemadónak ideiglenes és részleges életbeléptetéséről
- 1914. évi XLVII. törvénycikk A m. kir. hadi kölcsönpénztár felállításáról
- 1914. évi XLVIII. törvénycikk A külkereskedelmi és külforgalmi viszonyok ideiglenes rendezéséről szóló 1914. évi II. tc. hatályának meghosszabbításáról és kiegészítéséről
- 1914. évi IL. törvénycikk A vármegyei választott tisztviselők megbizatásának újabb meghosszabbításáról
- 1914. évi L. törvénycikk A háború esetére szóló kivételes intézkedésekről alkotott 1912:LXIII. törvénycikknek és a hadiszolgáltatásokról szóló 1912:LXVIII. törvénycikknek kiegészítéséről
- 1914. évi LI. törvénycikk Az osztrák birodalmi tanácsban képviselt királyságokkal és országokkal a kölcsönös végrehajtási jogsegély szabályozása tárgyában kötött szerződés 21. czikkéhez megállapított kiegészítő rendelkezések beczikkelyezéséről
- 1914. évi LII. törvénycikk Az országos ügyvédi gyám- és nyugdíjintézetről szóló 1908:XI. törvénycikk kiegészítése tárgyában